# Miguel Rodríguez Domínguez
Miguel Rodríguez Domínguez (1948, La Línea de la Concepción) es un empresario español, actual propietario de la marca de relojes Festina.

## Biografía
Emigró, junto a su padre, a Badalona a raíz del cierre de la Verja, del que posteriormente se mostró partidario. Trabajó de albañil, de lavacoches y en una fundición. Para evitar el servicio militar obligatorio, huyó a Suiza para trabajar de camarero y se afilió al Partido Comunista de España. Sin embargo, un posterior viaje a la República Popular de Bulgaria le hizo cambiar de opinión con respecto al comunismo de índole soviética y se volvió crítico. Por ello, fue expulsado del Partido Comunista. Tras esto, decidió afiliarse a la organización maoísta Organización Comunista de España - Bandera Roja.
Con Franco vivo, fue afiliado de Comisiones Obreras.
Comenzó a vender relojes, con cierto éxito, hacia 1980, e inició la empresa Lotus. En 1984 compró la marca suiza Festina, en 1989 la marca Jaguar, en 2002 la marca Candino y en 2004 la marca Perrelet. Estas empresas constituyeron el Grupo Festina, que en 2019 adquirió Kronaby.
Se posicionó públicamente en contra de Jesús Gil.
En 2012 financió con 180 000 euros el desenterramiento de los restos de la fosa común de El Marrufo, en el parque natural de Los Alcornocales. Consideró que en ella se podrían encontrar los restos de su abuelo, ejecutado en la Guerra Civil.

## Premios y reconocimientos
- 2010: Hijo predilecto de La Línea de la Concepción.[7]
- 2018: Medalla de Andalucía.[8]